# جان آلن کامرون
جان آلن کامرون، (۱۶ دسامبر ۱۹۳۸–۲۲ نوامبر ۲۰۰۶) پدرخوانده موسیقی سلتیک سنتی کانادای بود. وی به دلیل اجرای موسیقی سنتی بر روی گیتار دوازده تار خود مشهور بود، اولین آلبوم خود را در سال ۱۹۶۹ منتشر کرد. او در طول زندگی خود ۱۰ آلبوم منتشر کرد و در تلویزیون ملی پخش شد. جایزه یک عمر موفقیت و دستاورد او جایزه موسیقی East Coast و نشان کانادا بود که در سال ۲۰۰۳ به وی اعطا شد.

## زندگی‌نامه
کامرون در ایالت اینوستین در شهر نوااسکوتیا و ازپدر و مادری به نام‌های دن ال کامرون و کاترین آن (کیتی آن) مک دونالد متولد شد. کیتی آن (۱۹۱۴–۱۹۸۳) تنها خواهر آهنگساز و نوازنده مشهور ویلن، کیپ برتون بود که آهنگساز دن روی مکدونالد هم بود. در سال ۱۹۵۷ جان الن به اتاوادر انتاریو نقل مکان کرد، جایی که وی به عنوان کشیش کاتولیک روم زیر نظر پدران و راهبان تحصیل کرد. در سال ۱۹۶۴، کامرون چند ماه پیش از مراسم انتصاب کشیش از سمت کلیسا مجوز برای ادامه ای تحصیل در دانشگاه سنت فرانسیس خاویر دریافت کرد و در نهایت وارد حرفهٔ موسیقی شد.
او به‌طور منظم درجشن Singalong در سال ۱۹۶۰ حضور داشت و بعد مجری سریال کانادایی شد. اولین جان الن کامرون به تهیه کنندگی مونترال ذر شبکه CTV از سال ۱۹۷۵ تا ۱۹۷۶ پخش شد.
مهمانان بررنامه شامل: استین راجرز، ادیت باتلر، گود برادر، استرینگ بند، کالین پترسون، کالین پترسون، آدام میچل، مایکل کوونی، شرلی ایخارد، لیام کلنسی، تامی ماکم، نانسی واست، استیو گودمن و ریتم پالز می‌شدند. . کامرون با پخش برنامه جان الن کامرون ساخته هالیفاکس از سال ۱۹۷۹ تا ۱۹۸۱ از شبکه CBC به شبکه ملی بازگشت. همچنین جان الن کامرون مجری برنامه سوپر وراتی تونایت در شبکه سی بی سی بود که در یکشنبه ۴ آوریل سال ۱۹۸۲ با حضور چند مهمان با نام‌های شارون، لوییز و برام پخش شد.
علاوه بر تلویزیون و کنسرت‌های زیاد، او در سال ۱۹۷۰ در فیلم گراند اوله اوپری(Grand ole opry) حضور داشته‌است.
در ژانویه سال ۲۰۰۵ تشخیص داده شد که کامرون به سندرم میلودیسپلاستیک مبتلا شده‌است. چندین پروژه مفید مانند کنسرت و سی دی قدردانی برای تأمین هزینه‌های درمان سرطان وی تولید شد.
جان الن کامرون در ۲۲ نوامبر سال ۲۰۰۶ در تورتنو از دنیا رفت.
استوارت کامرون نیز یک موسیقی دان ماهر است.

## فهرست

### آلبوم‌ها
| سال  | آلبوم                                                          | می توان |
| ---- | -------------------------------------------------------------- | ------- |
| ۱۹۶۹ | اینجا جان آلن کامرون می‌آید                                     | -       |
| ۱۹۶۹ | Minstrel of Cranberry Lane                                     | -       |
| ۱۹۷۲ | تا سحر به آنجا بروید                                           | 75      |
| ۱۹۷۲ | ارباب رقص                                                      | -       |
| ۱۹۷۶ | عروسی، بیداری و سایر موارد                                     | 78      |
| ۱۹۷۸ | کمانچه                                                         | -       |
| ۱۹۷۹ | مرد آزاد (در سال ۱۹۹۱ با عنوان کلاسیک جان آلان جلد ۱ منتشر شد) | -       |
| ۱۹۸۱ | آهنگ برای میرا                                                 | -       |
| ۱۹۸۷ | اوقات خوب                                                      | -       |
| ۱۹۹۱ | بید باد                                                        | -       |
| ۱۹۹۶ | ایستگاه گلنکو                                                  | -       |

### گردآوری‌ها
| سال      | آلبوم                     |
| -------- | ------------------------- |
| سال ۱۹۸۲ | بهترین‌های جان آلان کامرون |
| سال ۱۹۹۲ | کلاسیک جان آلن، جلد ۲     |
| ۱۹۹۶     | کلاسیک جان آلن، جلد ۳     |

### اهنگ‌ها
| سال      | تنها                   | موقعیت‌های نمودار | موقعیت‌های نمودار | آلبوم                      |
| سال      | تنها                   | کشور می‌تواند     | می‌توانید AC کنید | آلبوم                      |
| -------- | ---------------------- | ---------------- | ---------------- | -------------------------- |
| ۱۹۷۲     | "خیابان‌های لندن"       | -                | 4                | تنها تنها                  |
| ۱۹۷۲     | "با طلوع به آنجا برو"  | -                | 11               | تا سحر به آنجا بروید       |
| ۱۹۷۳     | "نمی‌توانم به تو بگویم" | 28               | -                | ارباب رقص                  |
| ۱۹۷۶     | "مرا ببند"             | -                | 33               | عروسی، بیداری و سایر موارد |
| سال ۱۹۸۲ | "موفقیت یک شبه"        | 15               | -                | تنها تنها                  |
| ۱۹۹۶     | "دوباره تاریک شدن"     | -                | -                | ایستگاه گلنکو              |

## لینک‌های اضافی
- وبگاه رسمی
- جان آلن کامرون در وبگاه قبریاب